# Power scaling

Gráfico de poder

O Power scaling é o escalonamento de poder de personagens e coisas, é usado para entender as capacidades de destruição de personagens,  é muito usado em animes Shonen. Esse escalonamento de poder pode ser feito por números, gráficos, ou exemplos físicos, como feitos de força e lutas ganhas pelo personagem. 
Anime voltadas para as lutas e ação naturalmente usam Power scaling para fortalecer gradualmente todos os personagens envolvidos no enredo, isso recompensa emocionante por assistir uma série por tanto tempo, permite que uma série expanda seu sistema de combate para manter as coisas novas.

### Fãs
Os fãs usam bastante os Power scaling para simular batalhas entre personagens de uma obra ou de várias obras diferentes, para descobrir quem é o mais forte, muitas vezes essas batalhas dão resultados diferentes, por que usa da interpretação dos fãs para definir a força do personagem, fazendo ter diferentes opiniões sobre quem vence.